# إيرل هاغن
إيرل هاغن (بالإنجليزية: Earle Hagen)‏ هو ملحن أمريكي، ولد في 9 يوليو 1919 في شيكاغو في الولايات المتحدة، وتوفي في 26 مايو 2008 في رانتشو ميراج في الولايات المتحدة.

## وصلات خارجية
- إيرل هاغن على موقع IMDb (الإنجليزية)
- إيرل هاغن على موقع ميوزك برينز (الإنجليزية)
- إيرل هاغن على موقع ديسكوغز (الإنجليزية)
- إيرل هاغن على موقع قاعدة بيانات الفيلم (الإنجليزية)